# 고토 고스케
고토 고스케(일본어: 後藤 光祐 10월 2일~)는 일본의 남성 성우이다.